# Massaker von Semile

Geschehnisse des Großmassakers

Im Massaker von Semile (syrisch-aramäisch: ܦܪܡܬܐ ܕܣܡܠܐ oder ܦܪܸܡܬܵܐ ܕܣܡܹܠܹܐ Premta d-Simele) wurden 1933 mehrere Tausend Assyrer (syrische Christen, auch bekannt als   Aramäer  oder Chaldäer) in verschiedenen Dörfern Nordiraks ermordet. Das besonders betroffene Dorf Semile wurde Namensgeber.

## Hintergrund
1933 endete das britische Völkerbundsmandat im Irak und eine Gruppe von Assyrern verhandelte mit den Franzosen, um für ihre Familien Aufnahme in Syrien zu finden. Etwa 800 Männer erschienen am Fluss Chabur, an der erst kurz zuvor festgelegten Grenzlinie zwischen Syrien und Irak. Die Franzosen beurteilten den Grenzübertritt als illegal und alle Männer wurden zurückgeschickt. Auf irakischer Seite kam es danach zu einem Zusammenstoß mit Regierungstruppen, die dort Stellung bezogen hatten. 530 Assyrer flüchteten zurück nach Syrien und wurden dort interniert. Die von den irakischen Truppen gefangen genommenen Assyrer/Aramäer wurden umgebracht.

## Das Massaker
Der Grenzzwischenfall und die aufgestauten Aggressionen gegen die Assyrer führten 1933 zum sogenannten Massaker von Semile. Unter der irakischen Bevölkerung wurde das Gerücht verbreitet, die Assyrer würden in Nordirak plündern. Damit gelang es, kurdische und arabische Stämme gegen die Aramäer/Assyrer aufzubringen. Im Zuge der Unruhen wurden 60 von 64 assyrischen Dörfern zerstört, und unter der Führung des irakischen Militärs wurden die Assyrer zusammengetrieben und die männliche Bevölkerung ab dem zehnten Lebensjahr erschossen. In Semile kam es zu einem Massaker durch die irakischen Truppen, das im Irak als Ende des assyrischen Aufstands verstanden und gefeiert wurde. Allein für Semile werden 350 Getötete genannt, die Gesamtzahl der umgekommenen Assyrer wird auf über 9000 geschätzt.
Der Patriarch, Mar Shimun XXIII., der in Bagdad festgehalten wurde, versuchte die diplomatischen Vertretungen und den Völkerbund durch Petitionen immer wieder über die sich dramatisch zuspitzenden Ereignisse zu informieren.